# Julius Tafel
Julius Tafel (Choindez, 2 giugno 1862 – Monaco di Baviera, 2 settembre 1918) è stato un chimico tedesco.
Riceve il suo dottorato di ricerca nel 1884 a Erlangen, dove insegnava Emil Fischer, del quale diventa assistente privato nel 1885 a Würzburg. Detenne la cattedra come direttore dell'istituto di Würzburg dal 1903 al 1910.
Nel 1898 Julius Tafel riesce a svolgere la riduzione elettrochimica della stricnina attraverso l'impiego di catodi in piombo. Nel 1901 riesce a ridurre per via elettrochimica anche l'acido urico.
Nel 1905 elabora la legge di Tafel, che lega la velocità di una reazione elettrochimica con la sovratensione.
Nel 1906 pubblica Zeitschrift fur Elektrochemie, con il quale apporta importanti risultati riguardanti elettrocatalisi, preparazione superficiale degli elettrodi, avvelenamento dei catalizzatori, pre-elettrolisi e cinetica elettrochimica.
Nel 1907 svolge la preparazione di idrocarburi per riduzione di esteri acetoacetici.
Il 2 settembre 1918 muore suicida (all'età di 56 anni), dopo un periodo di crescente insonnia ed esaurimento nervoso.